# 추암역
추암역(영어: Ch'uam station, 湫岩驛)은 강원특별자치도 동해시 추암동에 위치한 삼척선의 철도역이다. 추암역 승강장에서 육교로 추암조각공원에 바로 연결되어 있어 인접한 추암촛대바위와 추암해수욕장에 접근할 수 있다. 무배치간이역이며 역사는 신설될 당시부터 건립되지 않았고 현재는 승강장에 고객대기실이 설치되어 있다. 역명판의 영문이 매큔-라이샤워 표기법으로 표기되어 있다.

## 역사
- 1999년 5월 1일 : 무배치간이역으로 추암역 신설.[1]
- 2023년 12월 26일 : 여객 취급 중지
- 2025년 1월 1일 : 여객 취급 재개
- 2025년 12월 : KTX-이음 운행 개시 (예정)

## 열차시간표
| 종별              | 열차번호  | 추암역    | 종착역    | 비고       |           |           |
| 강릉 방면         | 강릉 방면 | 강릉 방면 | 강릉 방면 | 강릉 방면  | 강릉 방면 | 강릉 방면 |
| ----------------- | --------- | --------- | --------- | ---------- | --------- | --------- |
| 누리로            | 1861      | 10:28     | 강릉      | 토·일 운행 |           |           |
| ITX-마음          | 1253      | 13:26     | 강릉      | 토·일 운행 |           |           |
| 누리로            | 1863      | 16:07     | 강릉      | 토·일 운행 |           |           |
| 동해, 동대구 방면 |           |           |           | 토·일 운행 |           |           |
| 누리로            | 1860      | 07:47     | 동대구    | 토·일 운행 |           |           |
| 누리로            | 1862      | 09:59     | 동대구    | 토·일 운행 |           |           |
| 누리로            | 1864      | 14:46     | 동대구    |            |           |           |

## 승강장
| ↑삼척해변 |
|           |
| 동해↓     |

| 승강장 | 삼척선 |  | 삼척해변 · 동해 방면 |

## 사진

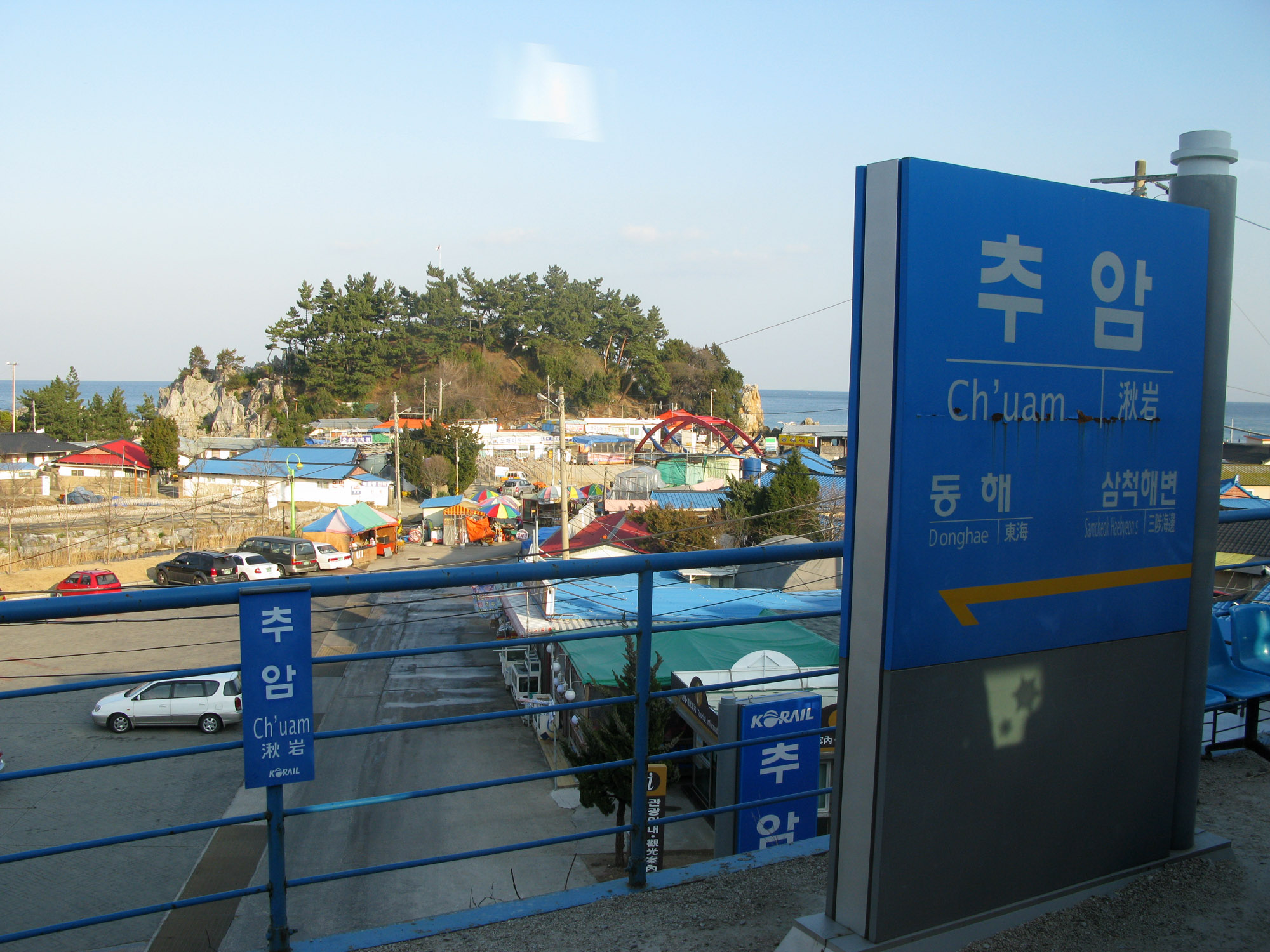
추암역의 역명판
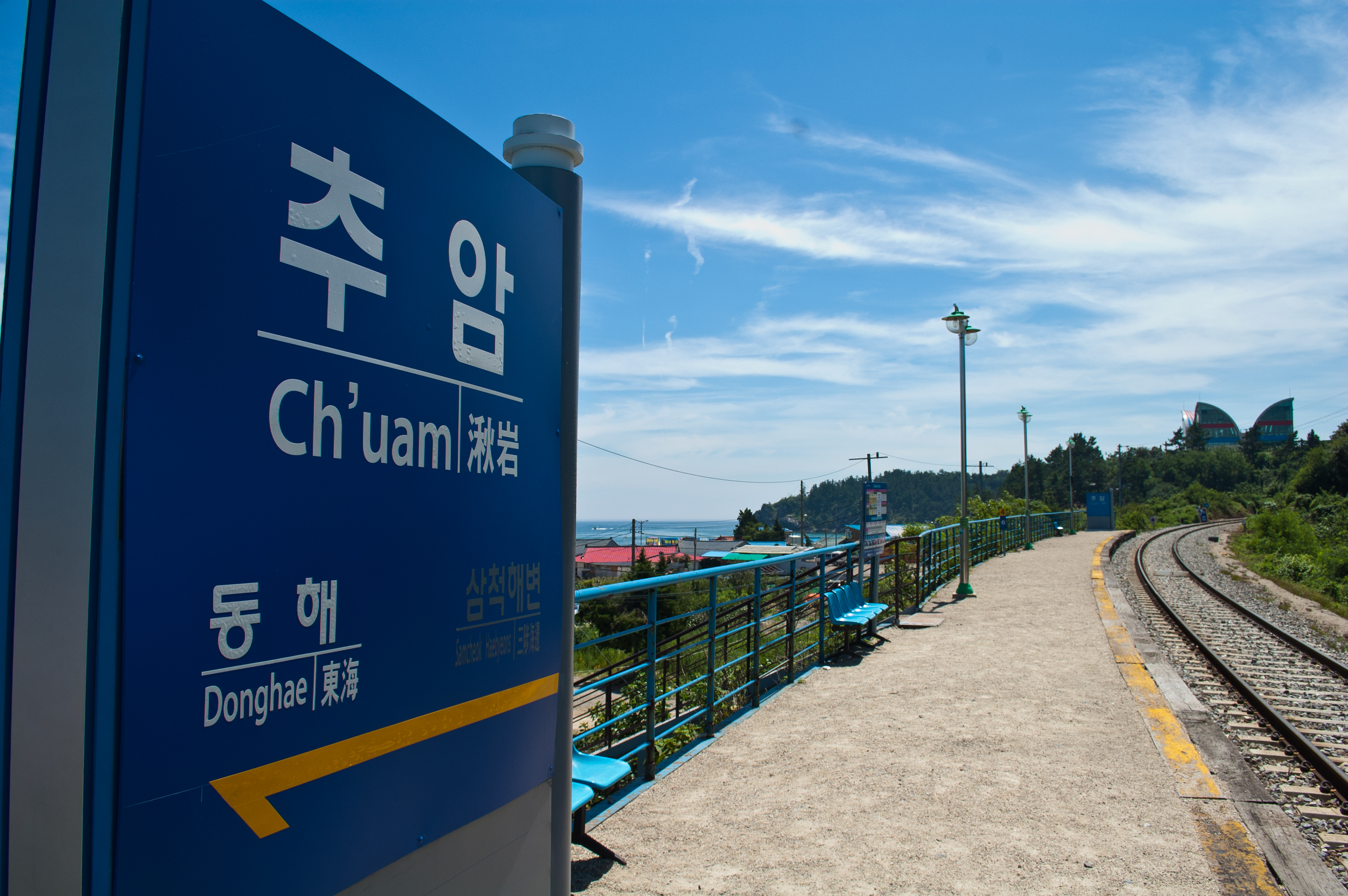
역명판과 승강장의 모습

## 주변 시설
- 추암조각공원
- 추암촛대바위
- 추암해수욕장